# Broca

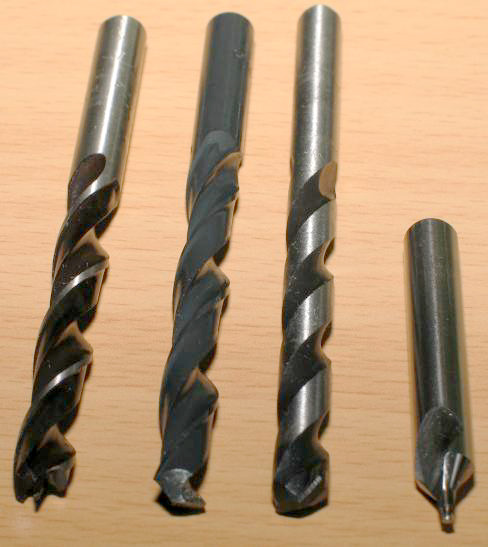
Brocas de diferentes tipos

Brocas são ferramentas cortantes utilizadas para fazer furos cilíndricos. São usadas através de uma ferramenta chamada berbequim (furadeira, no Brasil), que faz com que a broca gire e corte o material, perfurando-o. Existem vários tipos de brocas tipo H, N, W, brocas chatas que são usadas para perfuração de materiais rígidos , também existem brocas helicoidais que podem ter dois gumes de corte e um gume a mais que liga os dois gumes principais o gume secundário de corte.

## Medidas
No Brasil, a medida das brocas (e buchas) tem gradualmente sido alterada de polegadas para milímetros.

## Principais tipos[1]
- Para furar madeira (geralmente são de três pontas e pretas, mas para diâmetros maiores usam-se brocas chatas, em forma de "pá", com uma ponta central que serve de guia);
- Para furar metal (com diâmetro constante, geralmente feitas de um material único, como "aço rápido" / HSS);
- Para furar cimento / betão / alvenaria / pedra / tijolo e outros produtos cerâmicos (com uma pastilha mais larga na ponta, geralmente feita de um metal mais duro, como carbeto de tungstênio, denominado no Brasil "vídia"[2] ou "widia", nome de mercado de origem alemã "duro como diamante (Wie Diamant)").

Existem ainda brocas especializadas para materiais como vidro, cerâmica vidrada, etc., bem como para abertura de sulcos ou outras operações além da perfuração (semelhantes a fresas).
brocas de furos passantes

## Correlação combuchas
As buchas geralmente (Brasil) possuem uma marcação do tipo IVx (ou 1Vx), onde "x" é a espessura em milímetros que o furo (broca) deve ter. Então, para usar uma bucha IV8, deve-se usar um broca de 8,0 milímetros.